# IDTech
IDTech，全名International Display Technology，是日本IBM與台灣奇美集團合資經營的一家公司。公司以日本為基地，專門生產液晶體顯示屏及進行有機液晶體顯示屏的開發，創於2001年10月，是IBM T220/T221 LCD monitors的生產商。除了以IBM的品牌生產外，亦有為ViewSonic及飯山作OEM。2005年1月，SONY收購公司在滋賀縣野洲市的生產線。

## 沿革
- 2001年－奇美電子收購日本IBM野洲事業所的液晶顯示屏生產線。
- 2001年10月 - IDTech成立，事業所改名為「IDTech野洲事業所」。
- 2005年1月 - IDTech野洲事業所被SONY收購。

## 參看
- STMD